# Appaleptoneta credula
Appaleptoneta credula là một loài nhện trong họ Leptonetidae.
Loài này thuộc chi Appaleptoneta. Appaleptoneta credula được Willis J. Gertsch miêu tả năm 1974.